# Platyhypnidium hedbergii
Platyhypnidium hedbergii là một loài Rêu trong họ Brachytheciaceae. Loài này được (P. de la Varde) Ochyra & Sharp miêu tả khoa học đầu tiên năm 1988.